# إعلان تبوء إليزابيث الثانية العرش

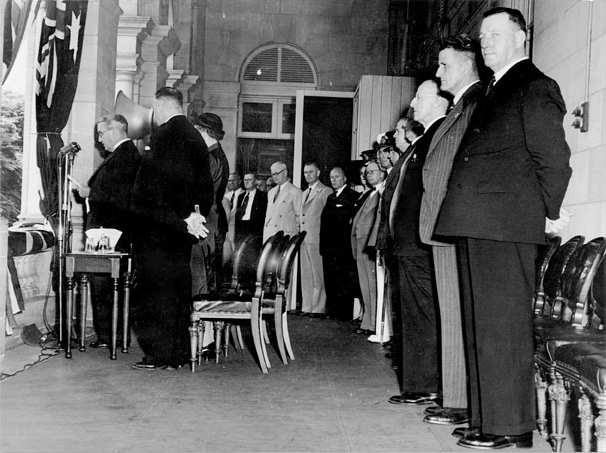
إعلان انضمام الملكة إليزابيث الثانية إلى العرش الأسترالي في مقر حكومة كوينزلاند من قبل الحاكم السير جون لافاراك.

أعلِنت إليزابيث الثانية ملكة في جميع أنحاء الكومنولث بعد وفاة والدها الملك جورج السادس في الساعات الأولى من يوم 6 فبراير 1952، وكانت وقتها في كينيا. صدرت الإعلانات في دول الكومنولث المختلفة في 6 و7 و8 و11 فبراير (حسب الموقع الجغرافي والمنطقة الزمنية). كان خط الخلافة متطابقًا في جميع عوالم الكومنولث، لكن اللقب الملكي كما هو معلن لم يكن هو نفسه في كل منهم. توجت إليزابيث الثانية في دير وستمنستر في لندن في 2 يونيو 1953 بعد ستة عشر شهرًا من تبوؤها العرش.

## المملكة المتحدة
في المملكة المتحدة، اجتمع مجلس الانضمام مرتين في قصر سانت جيمس: الأولى في الخامسة مساءً يوم الأربعاء 6 فبراير، قبل عودة الملكة من كينيا، ليعلنوا عن تولي الملك الجديد، خلفًا للملك الراحل وفقًا لخط خلافة العرش البريطاني، والثانية في اجتماع بدأ في الساعة 10 صباحًا يوم الجمعة 8 فبراير عندما كانت الملكة حاضرة، لتلقي قسمها على أمن كنيسة اسكتلندا وإعلانها الشخصي أنها ستعمل دائمًا على دعم الحكومة الدستورية، والنهوض بالسعادة والازدهار لشعوبها في جميع أنحاء العالم. كان إعلانها بمثابة ضمان للخلافة البروتستانتية، كما هو مطلوب بموجب قانون الحقوق لعام 1689 وقانون إعلان الانضمام لعام 1910، الذي صدر لاحقًا، في الجلسة الافتتاحية التالية للبرلمان، في 4 نوفمبر.

بعد أن أكمل مجلس الانضمام الإجراءات الرسمية لإعلانها في 6 فبراير، صدر هذا الإعلان للنشر في ملحق لجريدة ذا لندن غازيت في ذلك اليوم:
«في حين شاء الله القدير أن يدعو إلى رحمته ملكنا الراحل الملك جورج السادس لتكن ذكراه مباركة ومجيدة، والذي بموته وصل التاج إلى الأميرة السامية القديرة إليزابيث ألكسندرا ماري:
نحن، إذن، اللوردات الروحانيون والزمانيون لهذه المملكة، نساعد هنا في مجلس جلالة الملك الخاص، مع ممثلين عن أعضاء آخرين في الكومنولث، مع السادة الرئيسيين الآخرين ذوي المنزلة الرفيعة، مع اللورد العمدة، وأعضاء المجالس البلدية، ومواطني لندن، ننشر الآن، وبصوت واحد وبموافقة اللسان والقلب، ونعلن أن الأميرة السامية والقديرة إليزابيث ألكسندرا ماري، أصبحت الآن، بموت ملكنا الراحل ذا الذكرى السعيدة، الملكة إليزابيث الثانية، بفضل الله، ملكة هذا العالم وجميع ممالكها ومناطقها الأخرى، ورئيسة الكومنولث، المدافعة عن الإيمان، والتي نعترف لها بكل إيمان وطاعة دائمة مع محبة قلبية ومتواضعة، ونتوسل إلى الله الذي يسود به الملوك والملكات، أن يبارك الأميرة الملكية إليزابيث الثانية بسنوات طويلة وسعيدة لتحكمنا.»

مُنح في قصر سانت جيمس في اليوم السادس من فبراير في عام ربنا ألف وتسعمئة واثنين وخمسين.
نُشر إعلان الانضمام في صحيفة التايمز في 7 فبراير، نقلًا عن صحيفة ذا لندن غازيت. وفقا لصحيفة التايمز، كان من المتوقع أن تعلن طلائع كلية الأسلحة الإعلان العام بالشكل المناسب. كانت العادة هي قراءة الإعلان أولًا من شرفة بلاط فريري في قصر سانت جيمس وفي مدينة لندن، وكانت العادة هي عرضه على محكمة ألدرمين وقراءته، بعد حفل يقام في معبد بار، لندن، عند زاوية تشانسري لين، في شارع فليت، وفي رويال إكستشينج.
بعد الاجتماع مع الملكة في قصر سانت جيمس في صباح يوم 8 فبراير، قرأ إعلان الانضمام للجمهور رباط ملك الأسلحة، السير جورج بيلو، أولًا في الساعة 11 صباحًا من شرفة بلاط فريري، ثم في ميدان ترفلغار، في شارع فليت، وفي رويال إكستشينج.

## عوالم الكومنولث الأخرى
أصدرت كل دولة من دول الكومنولث إعلانات مماثلة لتبوء الملكة العرش.

### أستراليا
أصدر الحاكم العام لأستراليا، السير ويليام ماكيل، إعلانًا عن تبوء إليزابيث العرش باعتبارها ملكة أستراليا يوم الخميس الموافق 7 فبراير. قرأه من على درجات مبنى البرلمان. صدرت تصريحات مماثلة يوم الجمعة 8 فبراير في نيو ساوث ويلز، وجنوب أستراليا، وفيكتوريا، وأستراليا الغربية.

### كندا
أصدر مجلس الملكة الخاص في كندا أول إعلان لتبوء الملكة العرش، وذلك يوم الأربعاء الموافق 6 فبراير. قُرأ في قاعة ريدو باللغتين الفرنسية والإنجليزية.

### سيلان
في سيلان، أعلِنت الملكة ملكةً لسيلان بشكل منفصل من خلال إعلان وقعه الحاكم العام وأعضاء مجلس الوزراء. في صباح يوم 8 فبراير 1952 قُرأ هذا الإعلان من على درجات مبنى البرلمان في كولومبو باللغات الرئيسية الثلاث في سيلان: الإنجليزية والسنهالية والتاميلية، إلى الحشود الكبيرة في الخارج. أطلِقت المدفعية للتحية. عزفت الفرق الموسيقية فليحفظ الله الملكة ونشيد سريلانكا الوطني.

### نيوزيلندا
أعلن الحاكم العام لنيوزيلندا، السير برنارد فرايبرغ، تبوء الملكة العرش في نيوزيلندا يوم الاثنين 11 فبراير، بحضور كبير القضاة، السير همفري أوليري، ونائب رئيس الوزراء، كيث هوليواك، وأعضاء المجلس التنفيذي، الذين أدوا يمين الولاء بعد المراسم. وقع الإعلان الحاكم العام وأعضاء المجلس التنفيذي وغيرهم.

### باكستان
في باكستان، كان إعلان 8 فبراير محاطًا ببعض روائع العصر الإمبراطوري السابق. وأطلِقت 21 طلقة مدفعية من أجل التحية.
كان الإعلان، الذي وقعه سكرتير حكومة باكستان، أقصر من الإعلانات الصادرة في عوالم الكومنولث الأخرى، فقد صرح ببساطة: «يعلن الحاكم العام أن جلالة الملكة إليزابيث الثانية أصبحت الآن ملكة ممالكها وأقاليمها ورئيسة الكومنولث».

### جنوب أفريقيا
أعلن الحاكم العام لاتحاد جنوب إفريقيا، إرنست جورج يانسن، تبوء الملكة العرش في كيب تاون يوم الخميس، 7 فبراير، باللغتين الإنجليزية والأفريقانية.

## مستعمرات التاج
في برمودا، قرأ الحاكم ألكسندر هود إعلان تبوء الملكة العرش من منصة صغيرة بالقرب من درجات سلم المباني العامة في 8 فبراير. اختتم الحفل، الذي شهده حشد من عدة آلاف من الأشخاص، بعزف النشيد الوطني، ثم إطلاق 21 طلقة مدفعية للتحية في ميناء هاميلتون.
في سنغافورة، أصدر الحاكم الإعلان في حفل حضره الآلاف في بادانغ في 9 فبراير 1952.
بعد الإعلان عن وفاة جورج السادس رسميًا، أصدر المجلس التشريعي لجزر تركس وكايكوس (في ذلك الوقت كانت تابعة لجامايكا، وهي نفسها مستعمرة تابعة للتاج)، الإعلان ونشره هناك يوم الجمعة، 8 فبراير.
صدرت إعلانات مماثلة في رودسيا الجنوبية، في 8 فبراير في باربادوس، وقبرص، وجزر فوكلاند، وغرينادا، وكينيا، وموريشيوس، وسانت فينسنت، وسيشل، وترينيداد وتوباغو، وفي 9 فبراير في هونغ كونغ، وساراواك.

## اللقب الملكي
يمثل الإعلان الصادر في المملكة المتحدة أول إدراج، من قبل مجلس الانضمام، للقب رئيس الكومنولث، والإشارة الأولى إلى «ممثلي الأعضاء الآخرين في الكومنولث» من بين أولئك الذين أعلنوا ذلك. أيضًا، التاج، الذي كان يشار إليه باسم التاج الإمبراطوري لبريطانيا العظمى وأيرلندا، أصبح الآن أيضًا غير محدد، ولم يكن لقب إليزابيث هو اللقب الرسمي لها. عكست هاتان النقطتان الأخيرتان وجود جمهورية أيرلندا (لم تزل أيرلندا رسميًا من لقب الملكة حتى العام التالي)، بالإضافة إلى الدول ذات السيادة والتي أصبحت إليزابيث الآن ملكة عليها بصورة مستقلة. ومع ذلك، فإن الإعلان الكندي، المنفصل بالضرورة بسبب الاستقلال القانوني للبلاد عن المملكة المتحدة، استمر في الإشارة إلى الملكة الجديدة على أنها ملكة أيرلندا، وإلى التاج الذي ورثته على أنه تاج «بريطانيا العظمى وأيرلندا وجميع دومينون جلالة الملك الراحل». أعلِنت إليزابيث أيضًا ملكة أيرلندا في جنوب إفريقيا.
لا تؤدي التغييرات في الأسلوب الملكي والمسمى الوظيفي في أي مجال إلى تغيير الوضع الدستوري أو موقع الملك أو التاج.